# رون بون
رون بون (انگلیسی: Ron Boone؛ زادهٔ ۶ سپتامبر ۱۹۴۶) بازیکن بسکتبال اهل ایالات متحده آمریکا است. از باشگاه‌هایی که در آن بازی کرده‌است می‌توان به یوتا جاز، لس آنجلس لیکرز، و ساکرامنتو کینگز اشاره کرد.